# Denis Trapashko
Denis Trapashko (tiếng Belarus: Дзянiс Трапашко; tiếng Nga: Денис Трапашко; sinh 17 tháng 5 năm 1990 ở Chervyen’) là một cầu thủ bóng đá Belarus hiện tại thi đấu cho Slavia Mozyr.

## Danh hiệu
Torpedo-BelAZ Zhodino
- Vô địch Cúp bóng đá Belarus: 2015–16